# 小林一宏
小林 一宏（こばやし かずひろ、1937年6月14日 - 2020年10月7日）は、日本のスペイン史家、上智大学名誉教授。

## 人物・来歴
群馬県出身。上智大学文学部卒、マドリード大学卒、コレヒオ・デ・メヒコ史学科博士。上智大学外国語学部助教授、教授。2008年定年、名誉教授。

## 著書
- 『スペイン 世紀から世紀へ』芸林書房 1988／弘学社 2005
- 『イスパノアメリカ 世紀から世紀へ』弘学社 2006

### 共著編
- 『スペイン内戦と列強 1936年』ソペニヤ共著 桂書房 新世界叢書 1967
- 『スペイン語との出会い』エデルミーラ・アマート共著　第三書房 1993
- 『電話のスペイン語トレーニング 日常生活・ビジネス編』編 第三書房 1996
- 『詳解スペイン語』清水憲男、松下直弘、岡村一、吉川恵美子共著 上智大学出版会 2001
- 『米西戦争百周年 米国の覇権主義とラテンアメリカ』編 上智大学イベロアメリカ研究所 ラテンアメリカ・モノグラフ・シリーズ 2001
- 『スペイン語文法と実践 ゆっくり進み、確かに身につく』エレナ・ガジェゴ共著 朝日出版社 2009

### 翻訳
- エンリケ・R・アユカ『スペイン語一年 聴話法』朋友出版 1963
- カルロス・サンス・デ・サンタマリーア『進歩のための同盟と多面的経済協力』上智大学イベロ・アメリカインスティテュート イベロ・アメリカ研究 1968
- イシドロ・リバス『日本の大学生』読売新聞社 1969
- オルテガ『世界史の一解釈』白水社「著作集7」 1970、新装版1998ほか
- J.ビセンス・ビーベス『スペイン　歴史的省察』岩波書店 1975
- モトリニーア『ヌエバ・エスパーニャ布教史』大航海時代叢書 岩波書店 1979
- フーリオ・バルデオン ほか『スペイン その人々の歴史』神吉敬三共訳 帝国書院 全訳世界の歴史教科書シリーズ 1980
- ベルナール・ディーアス・デル・カスティーリョ『メキシコ征服記』全3巻 岩波書店 大航海時代叢書エクストラ・シリーズ 1986-1987
- レオポルド・セア編『現代ラテンアメリカ思想の先駆者たち』三橋利光共訳 刀水書房 人間科学叢書 2002
- フアン・ラモン・ロダーレス『スペイン語の未来』近代文藝社 2015

## 論文
- <小林一宏